# Durniewo (obwód wołogodzki)
Durniewo (ros. Дурнево) – wieś w Rosji, w rejonie wołogodzkim obwodu wołogodzkiego. W 2021 r. była niezamieszkana.